# Agonum sexpunctatum
Agonum sexpunctatum là một loài bọ cánh cứng bản địa của miền Cổ bắc và Cận Đông.
Ở châu Âu, Loài này có ở Albania, Áo, Belarus, Bỉ, Bosna và Hercegovina, Anh, Bulgaria, Croatia, Cộng hòa Séc, Đan Mạch lục địa, Estonia, Phần Lan, Chính quốc Pháp, Đức, Hungary, Chính quốc Ý, Kaliningrad, Latvia, Liechtenstein, Litva, Luxembourg, Cộng hòa Macedonia, Moldova, Na Uy lục địa, Ba Lan, Chính quốc Bồ Đào Nha, Nga, Slovakia, Slovenia, Chính quốc Tây Ban Nha, Thụy Điển, Thụy Sĩ, Hà Lan, Ukraina và Nam Tư. Nó không có mặt ở Ireland.

## Hình ảnh

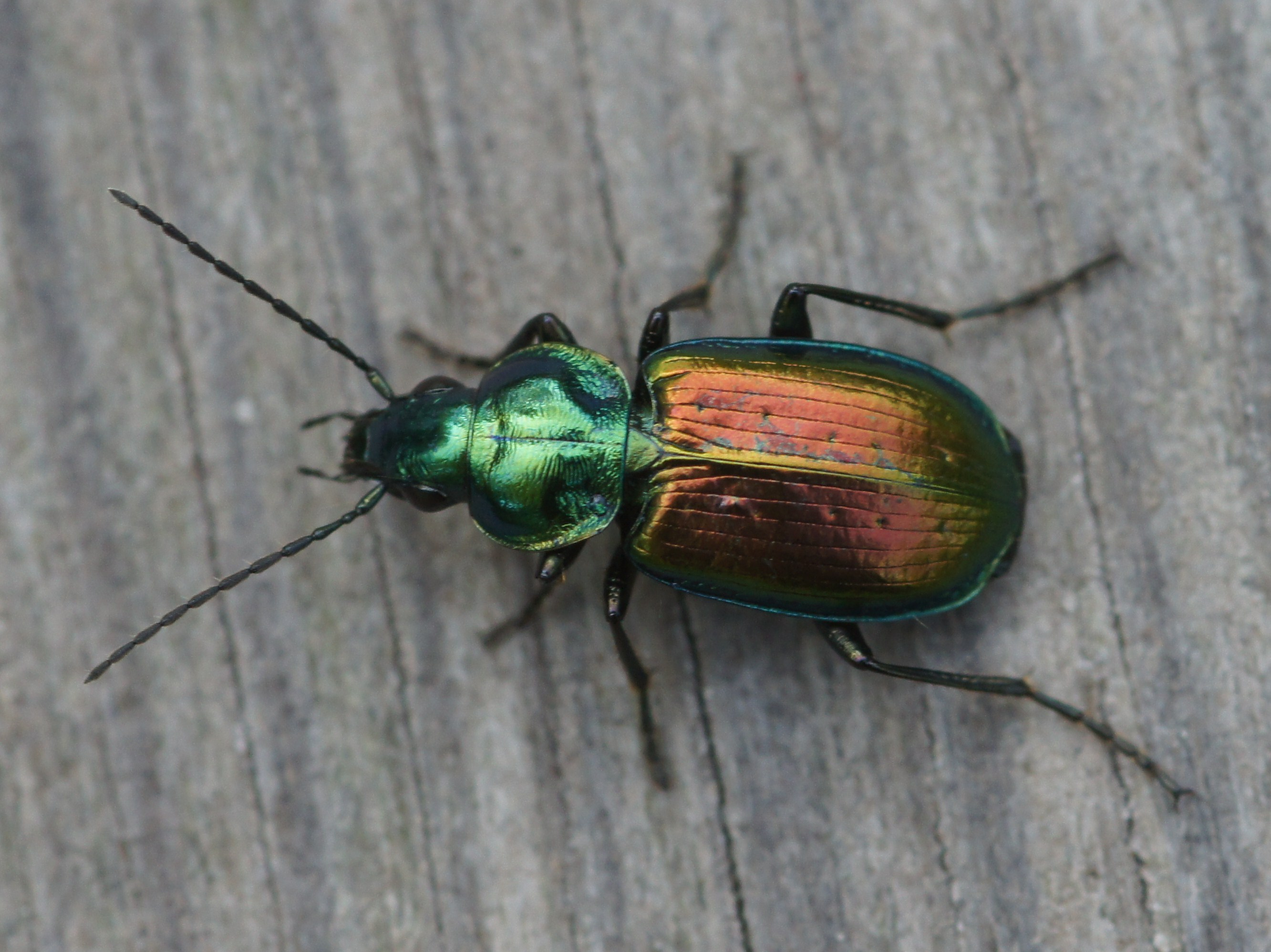
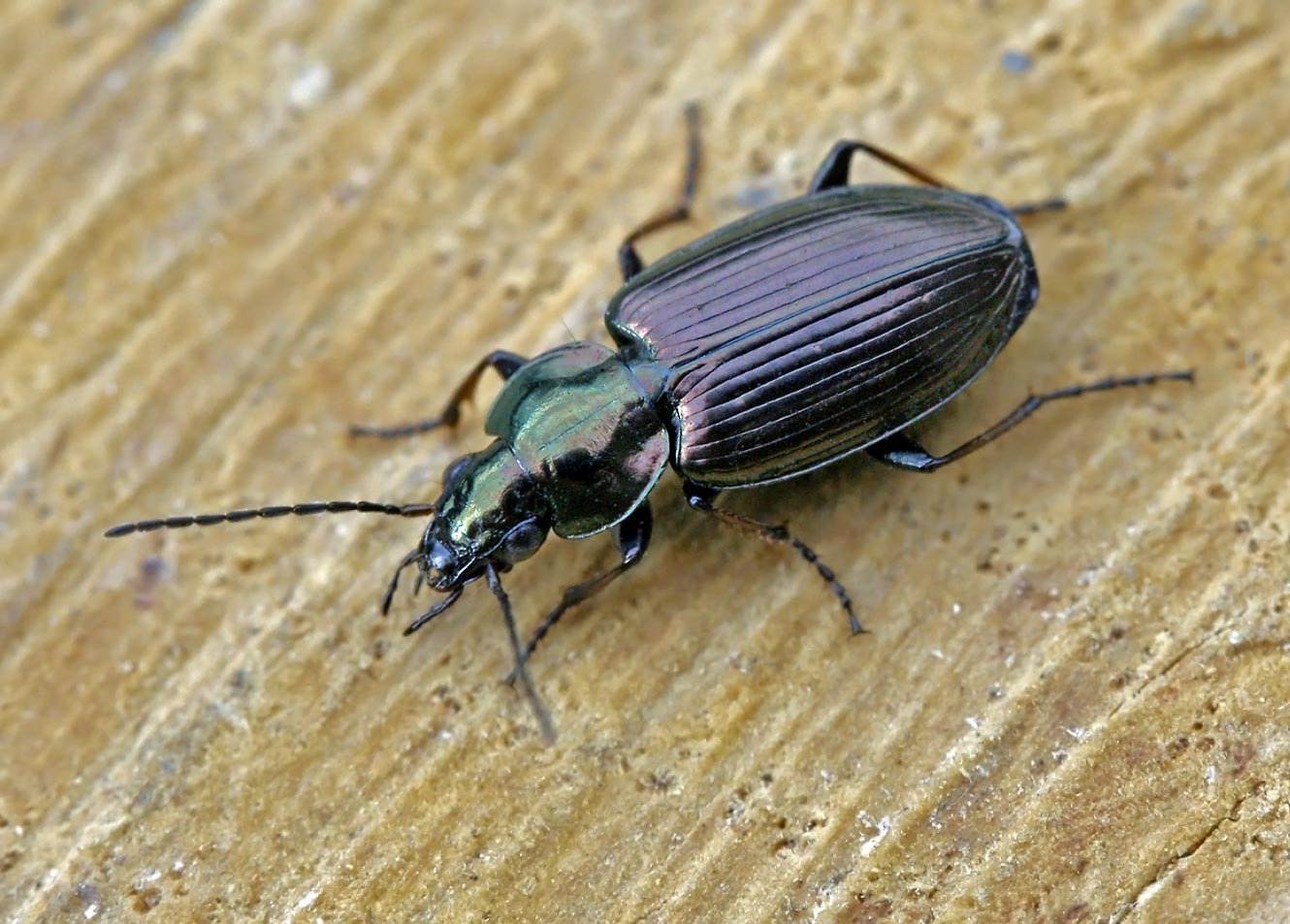
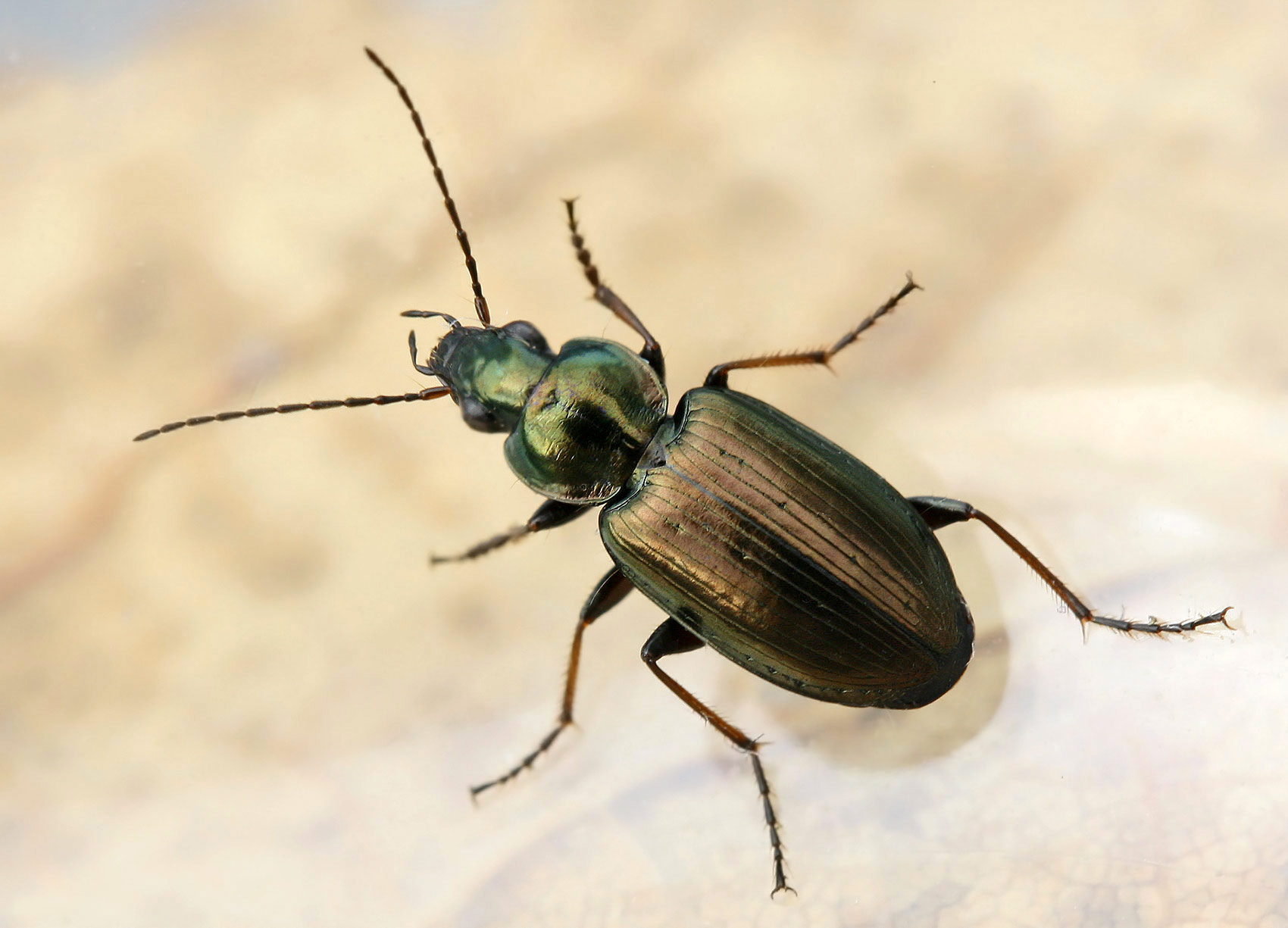
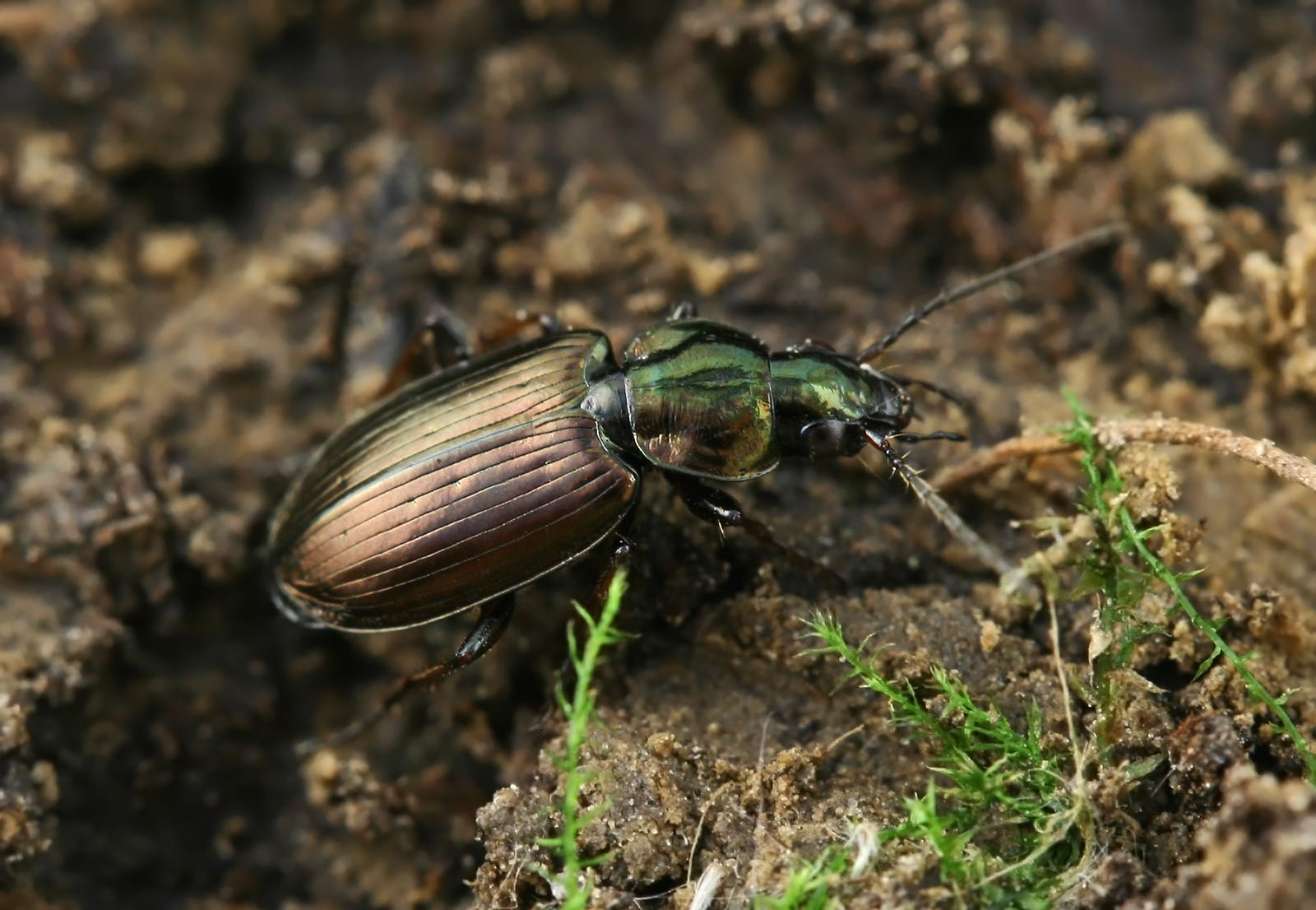